# Jericho (hrabstwo Chittenden)
Jericho – wieś w Stanach Zjednoczonych, w stanie Vermont, w hrabstwie Chittenden.